# Wang Jung
Wang Jung (čínsky pchin-jinem Wáng Yǒng, znaky 王勇; * prosinec 1955) je čínský politik, od března 2013 státní poradce v první a druhé Li Kche-čchiangově vládě. Před tím byl v letech 2010-2013 ředitel Komise pro kontrolu a správu státního majetku.
Členem Komunistické strany Číny se stal v roce 1974. V letech 2007-2012 byl členem Ústřední komise pro kontrolu disciplíny. Na XVIII. sjezdu Komunistické strany Číny v roce 2012, a znovu na XIX. sjezdu v roce 2017, se stal členem 18., respektive 19. ústředního výboru. Znovuzvolen členem ÚV byl i na XX. sjezdu KS Číny. V březnu 2023 odešel z vlády a byl zvolen místopředsedou celostátního výboru Čínského lidového politického poradního shromáždění.